# Letališče Gorica 1911-1914
Letališče Gorica je bilo prvo vojaško letališče na slovenskih tleh.
Letališče so začeli graditi Avstrijci leta 1911, na območju takratnega vadišča 5. dragonskega polka tj. ob cesti proti Mirnu.Lokacija ni bila slučajna, saj je Gorica predstavljala izjemno strateško mesto ob meji z Kraljevino Italijo. Teren in vetrne razmere so bile ugodne, saj sta jih nekoliko preje (1909) preizkusila tudi brata Rusjan, ki sta letela nekoliko južneje, proti Peči.
V letu 1912 so na goriškem letališču izvedli že več sto poletov. Do leta 1914 so na letališču postavili štiri hangarje in poveljniško barako. V tem obdobju sta na omenjeni lokaciji delovali Flugpark 3 in Fliegeretappenkompagnie 4.
Ob italijanski vojni napovedi je bilo letališče opuščeno, saj je Fliegeretappenkompagnie 4 že zapustila lokacijo. 
Poznavanje terena ob goriškem mostišču je bilo ključno za postavitev obrambe ob Soči in tudi postavitev ostalih letališč v zaledju soške fronte.
Na skoraj identičnem mestu je bilo kasneje zgrajeno italijansko vojaško in civilno letališče Amadeo Duca D’Aosta Aeroporto Duca D’Aosta di Gorizia.